# Bernard Castang
Bernard Castang (né le 9 avril 1944 à Sisteron et mort le 14 octobre 1997 à Arles) est un athlète français, spécialiste du décathlon.

## Biographie
Il est champion de France de décathlon en 1966 et 1967. 
Il est aussi vingtième du décathlon des Championnats d'Europe d'athlétisme 1966 à Budapest.
Il participe à l'Universiade d'été de 1967 à Tokyo où il est médaillé de bronze.